# カルドセプト
『カルドセプト』（Culdcept）は、大宮ソフトが開発した1997年10月発売のセガサターン用ゲームソフト。ジャンルはボードゲーム+トレーディングカードゲーム。
PlayStation、ドリームキャスト、PlayStation 2、携帯電話、Xbox 360、ニンテンドーDS、ニンテンドー3DSで続編が発売されている。

## 概要
ゲームの大まかな流れとして、各プレイヤーはダイスを振って出た目に従ってマップ上を進む。チェックポイントを経てスタート地点に戻ると収入を得られる。停止したマス目を自分の領地として所有すれば、その領地に他のプレイヤーが停止した際に通行料を得る。逆に、他のプレイヤーの所有するマス目に停止した場合は、通行料を支払う。マップを周回して領地を獲得、さらに自領地に投資することによりその価値を高めるなどして、いちはやく自分の資産を目標額以上に殖やしてスタート地点に戻ることがゲームの目的である。
クリーチャー、それらの戦闘を補佐するアイテム、各プレイヤーがダイスを振る前に使用できるスペルと称される魔法然とした効果全てが、手札にしたカードから具現化するイメージである。その手札を補充する山札はブックと称され、各プレイヤーがゲーム前に自分の作戦を反映して予め準備する。そのブックを構築する為のカードのストックが、初めてのゲームをしたときには50枚のみであり、ゲームを重ねる毎に少しずつ収集していく。

## 基本ルール及びプレイの流れ

### ゲームの大まかな流れ
各プレイヤーはセプターと呼ばれ、最大4人（AIを参加させることもできる）でプレイ可能である。ゲームを開始する前に、プレイヤー各自は、クリーチャー・スペル・アイテムの計50枚（同じカードは4枚まで。なお、カルドセプトDSでは、ルール設定によってさらに細かい制限を設けることも可能）のカードで構成された個人専用の山札（ブックと呼ばれる）を用意する。駒を置くのに用いるボード（マップと呼ばれる）は、全プレイヤーでひとつを共同で使用するものとし、これもゲーム前に複数ある中から選択する。
このゲームでのお金に相当する魔力（コスト）の単位はG（ゲイン）と呼ばれ、所持魔力、カードの使用料、土地の価値や通行料など、全ての計算はこの魔力によって行われる。
各プレイヤーの手番（ターンと呼ばれる）は以下のように行われる。
1. ブックから1枚手札をドローする。
  - 最初のターンではあらかじめ手札を4枚引いておく。手札は6枚までで、それ以上になった場合は任意の手札を捨てて6枚に収めなければならない。
  - 全てのカードをドローした場合は「ブックが周回」(山札がもとの50枚の構成に戻ること)し、再びブックから手札を引くことができる。
2. スペルと呼ばれるカードが手札にあれば、それを1枚選んで使用可能（使用しなくてもよい）。これによって多種多様な効果を得ることが出来る。
3. ダイスを振り、出た数のマス目（土地と呼ばれる）だけ進行方向に駒を進める。
  - スペルの効果によって、ダイスを振ることができない場合もある。
4. 魔力を消費し、プレイヤーの駒が停止した土地にクリーチャーを召喚する。あるいは、通過または停止している領地のうち1つに領地コマンドを使用する。これらのうち1つしか実行できないが、実行しなくてもよい。
  - 空地であれば手札にあるクリーチャーを召喚、配置し、自分の領地にすることが出来る。召喚にはカードに記載されたクリーチャーのコストが必要となる。
  - もし、停止した土地に別のセプターのクリーチャーがすでに配置されている場合には、土地によって決められた通行料を支払わなければならない。ただし、手札にあるクリーチャーを、その土地にいるクリーチャーと戦闘させて相手の土地を奪うこともできる。戦闘に勝って土地を奪えた場合は通行料は免除されるが、負けもしくは引き分けで土地を奪えなかった場合には通行料を支払う。なお、何らかの原因で両者いずれのクリーチャーもその土地に残れなかった場合は、通行料のやり取りは発生しない。
  - 多額の通行料支払い等により所持魔力がマイナスになった場合は、所持魔力が0以上になるまで土地・護符を手放さなければならない。手放せる土地・護符が無くなってもマイナス分が残っている場合は魔力枯渇（破産）となり、強制的に城に戻される。魔力枯渇した後には、所持魔力のマイナスが帳消しになった上で周回ボーナスに等しい魔力が与えられる。
  - 領地コマンドによって、すでに土地に配置している自分のクリーチャーを隣の土地に移動させることもできる。ただし、自分の別のクリーチャーが配置してある土地には移動させられない。なお、移動させた土地に別のセプターのクリーチャーがすでに配置されている場合にも、戦闘は発生する。

1. ターンを終了し、次のセプターに手番を移す。
  - 全てのセプターが手番を終えるまでをラウンドと呼び、規定ラウンドが終わった時点でゲームが終了するという対戦条件も設定できる。

マップは全て周回ができるようになっており、マップ上の全ての砦を通過してから城に戻ると周回ボーナスとして大量の魔力が得られる。周回ボーナスは周回数、領地の数、護符の価値などによって変化する。セプターが得られる収入には、他に通行料、スペルによる効果などがある。つまり、ゲームに勝つためには周回数を増やし、多くの領地を確保し、多くの通行料を得ることが望ましい。
最終的には、領地の価値、所持魔力、護符魔力、の3つの合計値である総魔力が目標魔力に達成した状態で城（スタート地点）に戻ったセプターが勝者となる。1ゲーム終了するごとに順位に応じた報酬枚数のカードが貰える。対戦条件（「奪取枚数」の設定）によっては、上位のセプターは下位のセプターからブック中のカードをランダムで奪うことができる。

### 土地
ボード（マップ）のそれぞれのマス目のことを土地と呼ぶ。土地は、大まかに2種類に分類でき、通常地形と特殊地形に区別される。通常地形は、プレイヤーがクリーチャーを配置して領地にすることが可能である。特殊地形は、クリーチャーを配置することはできないが、プレイヤーの駒が停止や通過することで特別な効果をもたらす。

#### 通常地形
通常地形はそれぞれ属性（火・水・地・風）と無属性の5種類あるどれかになる。なお、各クリーチャーにも同様の属性がある。
各属性に合ったクリーチャーで土地を占領（配置）することにより、戦闘時に土地レベル×10の地形効果（＝耐久力増加）が得られる。ただし、無属性の土地は（無属性クリーチャーを含む）どの属性のクリーチャーを配置しても地形効果が得られない。戦闘を行う土地の隣に自分の領地があれば、その戦闘の自分のクリーチャーは隣の領地の数×10の支援効果（＝攻撃力増加）が得られる。なお、すでに他のプレイヤーの領地になっているマス目にクリーチャーを攻め込ませた場合（侵略と呼ぶ）、そのクリーチャーは支援効果を得ることはできるが、地形効果を得ることはできない。
マップは、複数のエリアと呼ばれる区分けがされている場合がある。各セプターは、同じエリアの同じ属性の土地を複数所有することにより、土地の連鎖を発生させられる。連鎖は5連鎖まで連鎖倍率を増やすことができる。各土地における価値と通行料は、この連鎖倍率をもとの数値に掛けた分だけ上昇するため、総魔力も増える。
プレイヤーの駒が自分の領地を通過もしくは停止すれば、その領地に対し既定の魔力を消費して領地コマンドが使用できる。領地コマンドには以下の項目がある。
- 土地レベルアップ
  - 土地に魔力をつぎ込み、土地の価値と通行料を上げる。土地レベルは最大5までで、レベルに対応して消費魔力も上昇する。
    - 消費魔力 = 基本地価 × 2（目標のレベル - 現時点でのレベル） 。
- 地形変化
  - 地形の属性を変化させる。土地レベルに応じた魔力が必要。無属性の土地は割安で地形変化ができる。
    - （無属性）消費魔力 = 土地レベル × 100、（四属性）消費魔力 = 土地レベル × 100 + 200 。
- クリーチャー移動
  - クリーチャーを隣の土地に移動させる。
    - 魔力は消費しない。
- クリーチャー交換
  - 手札のクリーチャーと交換する。手札から出したクリーチャーの攻撃力や耐久力はカードに書かれた値になる（以前の戦闘などでの結果は引き継がれない）。
    - 消費する魔力は、手札から出したクリーチャーの使用魔力と同じ（呪いの効果を除く）。

基本的な作戦の1つとして「領地レベルを最大に上げ、相手に踏ませることで魔力を根こそぎ奪う」というものがあるが、領地を奪われると財産が一気に減りピンチになる。

#### 特殊地形
マップ内には、特殊地形（または施設）と呼ばれる、プレイヤーの駒が停止または通過することで特別な効果を与える地形がある。施設は、マップ内にすべての種類が置かれているわけではないが、下記の種類がある。
城
スタート地点であり、ゴール地点でもある。全ての砦（チェックポイント）を通過して城に戻ると周回ボーナスが貰える。ダメージを受けている自分のクリーチャーは、最大耐久力(MHP)の2割が回復する（周回回復と呼ばれる）。また、停止すると自分の全ての領地に対して領地コマンドが使用可能となる。
砦
通過するとチェックされ、基本的にここを通過しないと城に戻っても周回扱いにはならない。マップによっては最大4種(N,S,W,E)を通過しなければならない。また、停止すると自分の全ての領地に対して領地コマンドが使用可能となる。
聖堂
通過または停止すると、護符の購入や売却ができる。
ほこら
停止すると、ランダムに様々な効果が起こる。
転送円
停止すると、既定の離れた場所（ほとんどはマップ上繋がっていない場所）へ飛ばされる。
カードショップ
停止すると、決められたカード4種類の中から1枚だけ魔力を使って購入できる。
第1作目及び『DS』に存在する特殊地形の1つ。
『セカンド』『カルドセプト(3DS)』では一部の対戦モード専用のマップにのみ採用。『サーガ』では存在しない。
一部のマップに存在する聖堂では、護符の売買が可能である。護符の種類は各エリアごとに四属性（火・水・地・風）で区別される。護符の価値は地形変化や土地レベル変動により変わるため、総魔力も変化する。自領地に対応した護符をあらかじめ購入しておき領地をレベルアップすることで価値を上げるなど、うまく売買を利用することで魔力に大きな利益を与える。また、ある属性の護符を最も多く持つセプターは、周回時に護符ボーナス（その属性の護符魔力の10%）を得ることが出来る。

### 戦闘
戦闘は一つのマス目に二体のクリーチャーが召喚されている場合に発生する。二人のプレイヤーのクリーチャー同士で1 VS 1。クリーチャーには耐久力(HP)と攻撃力(ST)の数値があり、攻撃力の分だけ耐久力にダメージを与え、耐久力が0以下になればそのクリーチャーは破壊される。「先制」や「後手」の特殊能力または効果が無ければ、基本的に攻めたクリーチャーの方が先攻で、攻撃は基本的にそれぞれ1回ずつ。先攻の攻撃で後攻のクリーチャーが破壊された場合、先攻のクリーチャーは攻撃を受けない。
戦闘時はアイテムと呼ばれるカードをお互いに手札の中から1枚のみ使用出来る。ただし、そのクリーチャーが使用できない種類のカード（使用制限、またはアイテム制限と呼ぶ）、およびプレイヤーの所持魔力よりも使用魔力の大きなカードは、使用することができない。アイテムはクリーチャーの攻撃力や耐久力を戦闘中のみ増加させるなどの作用を持つため、クリーチャーで劣っていてもアイテムが強力ならば戦闘で勝利することもありえる。
戦闘終了後にお互いのクリーチャーが破壊されていない場合、攻めたクリーチャーは元の場所（手札、または元いた領地）に戻る。ボード上にいるクリーチャーは、戦闘で増減した耐久力や攻撃力がそのままとなる。

### 作品によって存在しないルール
取引
第1作目（セガサターン版）のみ、モノポリーのようにセプター間で土地を交換したり売買したりできたが、カルドセプトは土地の奪い合いがメインで交渉がゲーム性にあまり貢献していないとの判断から廃止された。
種族
第1作目及び『DS』においてはクリーチャーごとに種族があり、種族によって使用できるアイテムが決められていたり、種族に対しての特殊能力が存在する。
『セカンド』『サーガ』『カルドセプト(3DS)』『リボルト』では存在しない。

## カードの種類及び代表的なカード
本作には360種類のカードが存在している。
シリーズによって収録されているカードが異なるほか、同じ名前のカードであってもシリーズによって効果が異なる場合がある。

### クリーチャー
カードから召喚されるモンスターたち。空地で召喚することでセプター（プレイヤー）の領地にすることが出来る。また、敵の領地に止まった時には召喚することで戦闘をさせることも出来る。
- バルダンダース - シリーズ全作品に登場し、召喚コストは非常に安く、特殊能力にも変化がない。戦闘が開始するとランダムに他のクリーチャーに変身する特殊能力を持つ。変身後は変身したクリーチャーの能力を発揮するため、変身した直後の体力が0でそのまま死亡する、変身前より弱体化、予想外に強力なクリーチャーに変身して敵を粉砕するなど、ランダム要素が強い。
- デコイ - 物理攻撃をすべて相手に跳ね返してダメージを与えられる。特殊能力の使い勝手が良すぎるため後の登場作品にてアイテム使用制限や召喚条件を厳しく課されるなどの変更点が多いモンスター。
- ホーンカメレオン - どの属性の土地からも地形効果を得られる。
- グレムリン - 対戦相手のアイテムを破壊する。
- ミルメコレオ - 戦闘で破壊された場合「ドラゴンフライ」として復活する。
- プッシュプル - 2回攻撃できる。
- マミー - 戦闘で破壊されると使用者に魔力を与える。
- サーベルクロー - 侵略時の攻撃力は非常に高いが、耐久力は無いに等しい。
- アンダイン - 戦闘中、HPが所有する水領地数に応じて変化する。

また、機種限定のクリーチャーカードも一部存在し、これは発売メーカーやハードのキャラクターをパロディしたものであった。
- ミミック - SEGAのセガサターン版にのみ登場。
- ヘッジホッグ - SEGAのセガサターン版および『カルドセプトDS』にのみ登場（2010年1月現在では、携帯端末用モバイル版にも後収録されている）。
- バンディクート - SONYのPlayStation二作にのみ登場。
- パイロマンサー - 任天堂の『カルドセプトDS』『カルドセプト3DS』『カルドセプトリボルト』に登場。

### アイテム
戦闘時にクリーチャーに使用させることができる。武器、防具、巻物、道具に分類され、クリーチャーによって使用可能な種類が決まっている。アイテムは基本的に1度使うとなくなってしまう。
- 武器 - 戦闘中にクリーチャーのST（攻撃力）を上げるために使用する攻撃用のアイテム。
  - ロングソード - STを+30する。
- 防具 - 戦闘中にクリーチャーのHP（耐久力）を上昇させたり、相手から受けるダメージを軽減させるための防御用アイテム。
  - タワーシールド - 物理攻撃によるダメージを半分にする。
- 巻物 - 地形効果の影響を受けずに直接ダメージを与えることができる巻物攻撃の能力を持つ。この能力は、物理攻撃のダメージを半減・無効化・反射する相手にも通常通りのダメージを与えることができる。
  - ファイアーボルト - 相手の地形効果を無視して30ダメージを与える。水属性クリーチャーに対しては1.5倍のダメージ（巻物強打）。
- 道具 - 指輪のアイコンで表示されるアイテムたち。様々な効果があり、殆どのクリーチャーが使えるというメリットがある。
  - グールクロー - 攻撃に成功した場合のみに相手クリーチャーをマヒさせる。
  - チェンジソルブ - 戦闘時に使用クリーチャーの攻撃力と耐久力を入れ替える。
  - グレムリンアムル - 対戦相手が使用しようとしたアイテムを破壊する。
  - カウンターアムル - 相手クリーチャーの物理攻撃を反射する。
  - マジックシールド  - 巻物攻撃をしてきた相手クリーチャーの攻撃をそのまま反射して、ダメージを与えることができる（巻物反射）。

### スペル
ダイスを振る前に使用することで様々な効果が得られるカード。
- ホーリーワード - 指定したセプターの次のダイス目を特定の値に変更する。変更する値の違いによってバリエーションが数種類存在する。
- コラプション - 指定したセプターは、所有する護符の数に応じて魔力を失う。
- マナ - 使用者は周回数に応じた魔力を得る。
- テンペスト - 配置されているすべてのクリーチャーにダメージを与える。
- リンカネーション - 手札を全て捨て、新たにブックからカードを引く。
- リバイバル - 対象者のブックを対戦開始時の状態に戻す。

## ゲームのモード
ストーリーモード
全10ステージ。ゲームに勝利するごとに新しいマップでの対戦が可能となり、物語が進行していく。
対戦モード
マップと対戦相手、対戦条件を自由に設定して対戦できる。多人数で遊ぶときはこのモードを選択する。
- 『カルドセプトDS』では、「ひとりで対戦」、「ワイヤレス対戦」、「Wi-Fiコネクション」に細分化されている。

## カルドセプトの神話大系
『カルドセプト』シリーズ各作品には、その背景として一貫した神話大系が存在している。

### 創世の書「カルドセプト」
「カルドセプト」とは本来、最初の世界リュエードを創造した女神カルドラが、その創造の手段として作り出した本の名である。この本に世界の詳細を書き込むことで万物が創造された。しかし反逆神バルテアスにカルドセプトが奪われ、世界を脅かす魔物たちが創造されたため、カルドラは自らカルドセプトを打ち、これを粉砕した。ゲーム中に登場する「カード」はこの「カルドセプトの破片」であり、セプター（カード使い）たちがカードを賭けて行う魔力争奪戦が『カルドセプト』のゲームなのである。
全種類のカードを集めたものは創造神の力を得て、新たな世界を創る権利を有する。ゲームの続編及び小説版の舞台は、このようにして造られた世界である。なお漫画版はゲーム第一作を元にしているが、ゲーム続編の新カードを題材として取り込んだ関係上、これらの異世界が既に存在するものとして描写されている。また、ゲームソフトを「電子情報として顕現したカルドセプト」と位置づけ、我々の住むこの世界も実はカルドセプトに創造された世界なのだとほのめかすメタフィクション解釈がなされている。
カルドセプトはカルドラの被造物ではあるが、カルドラの意思を超えた運命を司るかのような描写もある。すなわちカルドラによるカルドセプトの創造も、未来に存在すべきカルドセプトが自らを誕生させるべく運命を定めた結果で、またカルドセプトが砕けて無数のカードとなり、セプターによって集められ新たな世界を創造するという一連の出来事は、カルドセプトが自らを再編し続けるための手段ではないかと考えられている。

### リュエードの神々

#### カルドラ
リュエードの創造神であり、カルドセプトの製作者である時の女神。カルドセプトにより生み出されていく多数の世界の基であるため、『カルドセプト セカンド』以降では「究極絶対神」の尊称で他の創造神達と区別されている。「ほこら」で発生するイベントなどでその姿を見ることができる。

#### 三極神
リュエードにおける破壊と創造の摂理を管理する三柱の神々。ただし、ゲーム中では過去にバルテアスが反逆神として封印されているため、抑制神の座は空位となっている。
バルテアス
抑制と中立の神。破壊と創造のバランスを取るという仕事の性質上、自主的な判断をするための強い自我を与えられており、自身の世界を創造したいという欲望を抱いてカルドラに反逆した。カルドラの親征によって神としての力を奪われ地の底に封印されたが、カルドセプトが破壊される直前に「カルドセプトを復元した者は、カルドラにいかなる願いでも叶えさせることができる」という呪いを書き込んでおり、後にこの記述を頼んで再起を企むこととなる。
カルドラに逆らった「反逆神」ではあるが、セプターによる世界創造の可能性を開いた神として評価し、セプターの守護神とする信仰も存在するようである。小説『ストーム・ブリング・ワールド』では、主人公が「古代の反逆神バルテース」信仰を公言して周囲を驚かせるシーンがある。
アティス
創造と秩序の神。羽の生えた天使のような姿を取る。「ほこら」で発生するボーナスイベントの際に姿を見ることができる。
ガイデス
破壊と混沌の神。ただし、ここで言う破壊は、あくまでカルドラの計画に基づいた必要性のあるものを指す。大鎌を構えた悪鬼のような姿を取る。「ほこら」で発生するペナルティイベントの際に姿を見ることができる。

#### 四柱神
世界における地水火風の四元素の働きを司る神。カルドセプトの記述を遵守するよう創られており、バルテアスの創造した魔物であっても、属性が定められていれば元素の加護を与えてしまう。四柱神による元素の管理はリュエード以外の世界とも共有されており、『カルドセプト セカンド』以降の続編にも登場する。「ほこら」で発生する各属性のイベントの際に姿を見ることができる。
セレニア
地元素を司る神。三本ずつ対六本の腕を持つ女性の姿を取る。
イクシア
水元素を司る神。人魚のような女性の姿を取る。
ビステア
火元素を司る神。四つの目と角、獣の下半身を持つ獣人の姿を取る。
テレイア
風元素を司る神。面長で痩せた男性の姿を取る。

## スタッフ
- 製作 - 大宮ソフト
- 監督・プログラム - 鈴木英夫
- ゲームデザイン - 神宮孝之
- グラフィック・キャラクターデザイン - 傑怪老
- メインビジュアル - 加藤直之
- カードイラスト - 中井覚、斉藤智晴
- 音楽 - 古代祐三、柳川剛、伊藤賢治（セカンド以降）、ジョーダウンスタジオ（サーガ以降）
- ゲームバランス調整 - 猿楽庁（カルドセプト エキスパンション以降）
- プロデュース - 武重康平/ジャムズワークス

## シリーズ作品

### 移植版

#### カルドセプト エキスパンション
- カードの種類：360+1枚
- 収録マップ数：14

セガサターン版からのバージョンアップ移植。
カードの総数は変わらないが、セガサターン版でバランスが悪いと思われた10種類のカードが廃止され、代わりに新しい10種類のカードが追加されている。サターン版と同じく、361種のカードのうち1種はゲーム中に2枚のカードを合体させないと出てこないので、コレクションできるのは360種までである。また4種類の対戦用マップの追加、操作性の改良がなされ、サターン版にあったバグも修正された。メモリーカードから追加マップを読み込む事ができるようになり、大会や雑誌のCD-ROMなどで配信された。
翌年には廉価版である『エキスパンション・プラス』が発売されている。ゲーム内容は基本的に同じだが、大会でしか入手できなかった物を含め20面もの追加マップが収録されている。また、追加マップはメモリーカードにセーブすることで、通常の『カルドセプト エキスパンション』でも使用可能。こちらは2008年11月26日からゲームアーカイブス（PS3/PSP）で配信されている。

#### カルドセプトDS
- カードの種類：375枚
- 収録マップ数：18＋ダウンロード配信

『カルドセプト エキスパンション』を基にした移植版。カルドセプトシリーズとしては初の「任天堂ハードでのソフト」であり、（『モバイル』を別にすれば）初の携帯型ゲーム機用ソフトでもある。
ストーリーやカード構成は『エキスパンション』に沿っており、『セカンド』以降は廃止された「種族」などのルールも残っている一方で、チェックポイントたる砦を通過することで魔力を獲得できる「砦ボーナス」、2対2のチームで対戦できる「同盟戦」など、『セカンド』以降の改良点も部分的に取り入れた仕様になっている。『セカンド』以降同様、インターネット通信による対戦や配信（新カードやマップデータのダウンロードなど）が可能。通信対戦は、不特定多数のユーザーから対戦相手を募る「だれでも対戦」と、「ともだちコード」を登録した友人とのみ対戦できる「ともだち対戦」の2種があり、「ともだち対戦」はボイスチャットに対応している。

### 続編

#### カルドセプト セカンド
2001年7月12日に、メディアファクトリーからドリームキャスト用ゲームソフトとして『カルドセプト セカンド』が発売された。カードの種類の増加やルールの追加・改訂が行われた続編。本体の数々の通信機能を生かし、ビジュアルメモリによるカード交換や、インターネット機能による対戦や配信に対応している。
2002年9月26日には、セガからPlayStation 2用ゲームソフトとして、カードの追加・調整やマップの追加が行われたバージョンアップ版である『カルドセプト セカンド エキスパンション』が発売されている。通信対戦こそ対応していないもののインターネット機能による配信内容は強化され、長い対応が行われた。

#### カルドセプト サーガ
2006年11月22日に、バンダイナムコゲームスからXbox 360用ゲームソフトとして『カルドセプト サーガ』が発売された。

#### カルドセプト （ニンテンドー3DS）
2012年6月28日に、任天堂からニンテンドー3DS用ゲームソフトとして『カルドセプト』が発売された。任天堂との共同開発で、『サーガ』までの全カードから厳選・調整したものになっており、ソロプレイのボリュームも充実している。
当初、『セカンド エキスパンション』をベースとした『カルドセプトDS 2』として開発されていたが、ダウンロードプレイの実装がニンテンドーDSでは困難であったことなどから、開発途中でニンテンドー3DSに変更となった。ローカルプレイやインターネットによる通信対戦にも対応しており、同盟戦はルール改定がされている。
とっつき難いという同シリーズのイメージを払拭させるため、インターフェイスの改良やチュートリアル機能の充実がなされているほか、初心者向けの宣伝活動にも力を入れている。

#### カルドセプト リボルト
2016年7月7日に、任天堂からニンテンドー3DS用ゲームソフトとして『カルドセプト リボルト』が発売された。2015年11月13日のNintendo Directで初公開された。

### 携帯アプリ

#### カルドセプト モバイル アナザーチャプター
- カードの種類：-
- 収録マップ数：-

携帯電話用にアレンジされた外伝的作品。NTTドコモのFOMA900シリーズ以上、WIN、S!アプリ対応。2006年3月6日にiアプリ向けに、11月1日にS!アプリ向けに、ドワンゴにて配信されている。
「アナザーチャプター」という名前が示す通り、内容は家庭用ゲーム機版から大きく変更されており、ほぼ別物と言っても良い。カードを集め、それらによりブックを構築するというシステムは共通するものの、ダイスを振ってマップを周回するのではなく、マス目にクリーチャーを配置して、移動させながら相手セプターを倒すというシミュレーションRPGのような2人対戦ゲームになっている。これにより名前は同じでも能力が大きく変更されたカードが多数ある。アイテムカードは家庭用では1度限りの使い切りだが、モバイル版では耐久力が設定され、複数回使用可能になっている。
サーバとの通信回数が多くプレイ環境はあまり快適とは言えない。

## 関連作品・関連商品
漫画

ライトノベル
MF文庫J
カルドセプト創伝 ストーム・ブリング・ワールド 1巻 星の降る都市  2003年3月25日
カルドセプト創伝 ストーム・ブリング・ワールド 2巻 星を輝かせる者 2003年4月25日
MF文庫ダ・ヴィンチ
ストーム・ブリング・ワールド1 2009年8月21日
ストーム・ブリング・ワールド2 2009年10月21日
著者は冲方丁。ゲームを直接小説化したものではなく、同一の神話大系に基づく異世界という設定である。ダ・ヴィンチ版はJ版のリメイクとなっており、大筋や主な登場人物は同じだが文章構成など一部が変更されている。
サウンドトラック
「カルドセプト」オリジナル・サウンドトラック（ファースト・スマイルエンタテインメント） 1998年1月21日発売
「カルドセプトDS」オリジナル・サウンドトラック DELUXE、古代祐三（アーティスト）、柳川剛（アーティスト）、5pb.Records、(2008/10/24)
トレーディングカードゲーム
『カルドセプト』発売時に、ゲームに同封されていたアンケート葉書を郵送したプレイヤーを対象として、500名限定でモニターを募り、「対戦型トレーディングカードゲーム版カルドセプト」試供品が提供された。コンシューマー版とは若干ルールが異なるが、体系はおおむね準じた内容となっていた。アンケートを広く募っていたが、市販化されていない。
読者参加型ゲーム
『RPGマガジン』誌上において、1997年から1998年にかけて開催された。雑誌に閉じこまれた専用はがきに、ブック構成（原作ゲームソフトよりも簡略化された独自のルールに基づく）と移動ルートを書き込んで投稿し、参加者同士の対戦による得点を競う。上位入賞者にはスポンサーであるセガから賞品が進呈された。ゲーム内の判定処理を担当したのは和栗あきらとオーアールジー。
攻略本
『カルドセプト 公式ガイド 基礎篇』、ファミコン通信書籍編集部 (編さん)、アスキー (1997/11)
『カルドセプト 公式ガイド 戦略篇』、ファミ通 (編集)、アスキー (1997/12)
『カルドセプト エキスパンション 完全攻略ガイド』、講談社、1999年5月1日
『カルドセプトエキスパンション 公式ガイド』、ファミ通書籍編集部 (編集)、アスキー (1999/06)
『カルドセプト セプターズギルドVOL.1』、メディアファクトリー、(1999/7/8)、カルドセプトエキスパンション用のマップなどを収録（PS用拡張CD-ROM付きマガジン）｡
『カルドセプト セプターズギルドVOL.2』、メディアファクトリー、(1999/09/22)、カルドセプトエキスパンション用のマップなどを収録（PS用拡張CD-ROM付きマガジン）｡
CB’S PROJECT『カルドセプトセカンド 公式ガイドブック』メディアファクトリー、（メディアファクトリーオフィシャル）、2001年7月、159p、ISBN 978-4840103398
ファミ通書籍編集部 (編集)『カルドセプトセカンド公式完全ガイド』エンターブレイン、（2001年9月、319p、ISBN 978-4757705845
猿楽庁remixed by OS2 (著)『カルドセプトセカンドエキスパンション 公式ガイドブック 』メディアファクトリー、2002年9月、175p
元宮 秀介、ワンナップ『カルドセプトセカンドエキスパンション オフィシャルガイド』アスペクト2002年9月、207p、ISBN 978-4757209398
ファミ通書籍編集部『カルドセプトセカンドエキスパンション 公式完全ガイド』エンターブレイン2002年11月、351P、ISBN 978-4757712140
ファミ通Xbox編集部 『カルドセプト サーガ 公式コンプリートガイド』エンターブレイン（ファミ通Xboxの攻略本）、（2007年1月17日、256P、ISBN 978-4757733800
ファミ通Xbox編集部 『カルドセプトサーガ 公式コンプリートガイド』エンターブレイン、2007年2月、255P、ISBN 978-4757734586
『カルドセプトDS 公式ガイド〜カード&タクティクス〜』、スタジオサバイヴ：編著（著）、メディアファクトリー (2008/10/15)
『カルドセプトDS 公式完全ガイド』、ファミ通書籍編集部 (著)、エンターブレイン (2008/11/15)
画集
『Culdcept COMPLETE ILLUSTRATION、カルドセプトオールクリエイターズ』、大宮ソフト、メディアファクトリー (2001/11)、193p、ISBN 978-4840103626
DVD
『ALL JAPAN CEPTER'S CUP 2001 カルドセプト セカンド 新しき伝説への道』エンターブレイン、2002年2月28日、『カルドセプトセカンド』（ドリームキャスト）の大会（決勝のみほぼ全編収録）と各地の予選のダイジェスト（有名セプターへのインタビューあり）｡